# Корильяно-д’Отранто
Корильяно-д’Отранто (итал. Corigliano d'Otranto) — коммуна в Италии, располагается в области Апулия, в провинции Лечче.
Население составляет 5632 человека (2008 г.), плотность населения составляет 201 чел./км². Коммуна занимает площадь 28 км². 
Почтовый индекс — 73022. Телефонный код — 0836.
Покровителем коммуны почитается святитель Николай Мирликийский, празднование 23 августа.
Населяемая в основном меньшинством греческого происхождения, говорящим также на диалекте греческого языка, коммуна входит в Союз коммун Салентийской Греции (итал. Unione dei Comuni della Grecìa Salentina).

## Демография
Динамика населения:

## Администрация коммуны
- Официальный сайт: http://www.comune.corigliano.le.it